# Shigeru Ueda
Shigeru Ueda é um agrônomo e empresário nipo-brasileiro, considerado, ao lado de seu sócio Takanori Sekine, um dos pioneiros na introdução e desenvolvimento da hidroponia como técnica comercial no Brasil.
No início da década de 1980, Ueda e Sekine trouxeram do Japão o conhecimento da Técnica do Fluxo Laminar de Nutrientes (NFT), um dos principais métodos de cultivo hidropônico. Eles iniciaram suas atividades no estado de São Paulo, adaptando a tecnologia para as condições climáticas e de mercado do Brasil e focando inicialmente no cultivo de hortaliças folhosas, como alface e agrião.
O trabalho de Shigeru Ueda foi fundamental para a disseminação da hidroponia no país, não apenas pela produção, mas também pela formação de novos produtores e pela oferta de tecnologia e equipamentos, contribuindo para transformar o Brasil em uma das potências mundiais no setor.